# Біркенна
Біркенна (давньогрецька мова: Βιρκέννα) — іллірійська принцеса, а згодом королева Епіру.

## Життя
Біркенна була дочкою Барділа II — царя Дарданського царства та однією з п'яти дружин Піра Епірського. Вона вийшла заміж за нього близько 292 року до н. е. Пірр одружився з Біркенною з дипломатичних міркувань і для посилення своєї влади на півдні Іллірії, оскільки він був союзником батька Біркенни.
У Біркенни був син на ім'я Гелен, який у ранньому віці супроводжував батька в його амбітних походах, що проводилися на Апеннінському півострові.
Ланасса, одна з дружин Пірра, покинула його, оскільки вона стверджувала, що він краще піклується про своїх «варварських» дружин.